# 줄리아 스타일스
줄리아 스타일스(Julia Stiles, 1981년 3월 28일 ~ )는 미국의 배우이다.

## 출연 작품
- 헨리 2000
- 본 아이덴티티
- 본 슈프리머시
- 본 얼티메이텀
- 덱스터 시즌 5
- 내 남자친구는 왕자님
- 제이슨 본
- 내가 널 사랑할 수 없는 10가지 이유
- 허슬러 - 엘리자베스 역